# ジョージ・ハリスン帝国
『ジョージ・ハリスン帝国』（ジョージ・ハリスンていこく、原題：Extra Texture (Read All About It)）は、1975年9月22日に発表されたジョージ・ハリスンのオリジナル・アルバムである。やや遅れてイギリスでは10月3日、日本では10月20日に東芝EMI（現：EMIミュージック・ジャパン）から発売された。『ビルボード』誌アルバムチャートで3週連続最高位8位を記録し、RIAA認定ゴールドディスクを獲得した。『キャッシュボックス』誌では、2週連続最高位第9位を獲得し、1975年度年間ランキング89位だった。また、全英アルバムチャートでは最高位22位。
アルバムの原題 "Extra Texture (Read All About It)" は、新聞の号外 (extra) を配る際の決まり文句 (Extra! Extra! Read All About It) のもじりである。
ハリスンがEMI/アップルに残した最後の作品で、オリジナル盤のレーベルには、芯だけになったリンゴの絵が描かれていた。

## 収録曲
全作詞・作曲：ジョージ・ハリスン。

### Side A
1. 二人はアイ・ラヴ・ユー - You (3:41)
ロニー・スペクターのために1971年に書き下ろされたが、未発表に終わる。ジョージは、ロニーに提供されたベーシック・トラックのテープの回転数を変え、自分のリード・ボーカルと一部楽器のオーバーダビングを加えて、本作に収録した。
2. 答は最後に - The Answer's At The End (5:32)
3. ギターは泣いている - This Guitar (Can't Keep From Crying) (4:10)
4. ウー・ベイビー、わかるかい - Ooh Baby (You Know That I Love You) (4:00)
5. 悲しみの世界 - World Of Stone (4:40)

### Side B
1. 君を抱きしめて - A Bit More Of You (0:45)
2. つのる想い - Can't Stop Thinking About You (4:30)
3. 哀しみのミッドナイト・ブルー - Tired Of Midnight Blue (4:51)
4. 暗い偽り - Gray Cloudy Lies (3:41)
5. 主人公レッグス - His Name Is Legs (Ladies & Gentlemen) (5:46)
題材となった人物、レッグス・ラリー・スミスは、元ボンゾ・ドッグ・ドゥー・ダー・バンドのドラマーで、後にジョージの1982年作品『ゴーン・トロッポ』のアートワークを手掛けた。

## 参加ミュージシャン
- ジョージ・ハリスン - ボーカル、ギター
- ジム・ケルトナー (Jim Keltner) - ドラムス
- ジム・ゴードン (Jim Gordon) - ドラムス
- アンディ・ニューマーク (Andy Newmark) - ドラムス
- カール・レイドル (Carl Radle) - ベース
- ポール・ストールワース (Paul Stallworth)- ベース
- ウィリー・ウィークス (Willie Weeks) - ベース
- クラウス・フォアマン (Klaus Voorman) - ベース
- ニッキー・ホプキンス (Nicky Hopkins - キーボード
- ビリー・プレストン (Billy Preston - キーボード
- デイヴィッド・フォスター (David Foster) - キーボード
- ゲイリー・ライト (Gary Wright) - キーボード
- レオン・ラッセル (Leon Russell)- キーボード
- ジェシ・エド・デイヴィス (Jesse Ed Davis) - ギター
- ジム・ホーン (Jim Horn) - ホーン